# Amauroderma africana
Amauroderma africana är en svampart som beskrevs av Ryvarden 2004. Amauroderma africana ingår i släktet Amauroderma och familjen Ganodermataceae.   Inga underarter finns listade i Catalogue of Life.